# Chakdaha
Chakdaha é uma cidade e um município no distrito de Nadia, no estado indiano de Bengala Ocidental.

## Geografia
Chakdaha está localizada a 23° 05′ N, 88° 31′ L. Tem uma altitude média de 11 metros (36 pés).

## Demografia
Segundo o censo de 2001, Chakdaha tinha uma população de 86 965 habitantes. Os indivíduos do sexo masculino constituem 51% da população e os do sexo feminino 49%. Chakdaha tem uma taxa de literacia de 79%, superior à média nacional de 59,5%; a literacia no sexo masculino é de 84% e no sexo feminino é de 75%. 9% da população está abaixo dos 6 anos de idade.